# 해바라기속
해바라기속(Helianthus)은 국화과의 약 70개 종을 아우르는 속씨식물 속이다. 남아메리카 종들 3개를 제외하면 해바라기속의 종들은 북아메리카와 중앙아메리카에 자생한다. 가장 잘 알려진 종은 해바라기(Helianthus annuus)이다.
일부 여러해살이 해바라기속의 종들은 정원에서 키우지만 빠르게 확산하는 경향이 있어 공격적으로 변할 수 있다.

## 같이 보기
- 잎차례